# Resolució 347 del Consell de Seguretat de les Nacions Unides
La Resolució 347 del Consell de Segureta de les Nacions Unides, fou aprovada el 24 d'abril de 1974. Preocupat perquè un recent esclat de violència per part d'Israel portés la guerra al Pròxim Orient, el Consell va condemnar la violació per Israel de la integritat territorial del Líban i va tornar a cridar a Israel que s'abstingués d'un exèrcit militar acció contra el Líban. La Resolució condemna la pèrdua de la vida civil i demana a Israel que respecti el dret internacional i torni al Líban als civils que havia segrestat.
La resolució va ser aprovada per 13 vots a cap, mentre que dos membres, l'Iraq i la República Popular de la Xina, no van participar en la votació.